# Go (programovací jazyk)
Go je kompilovaný multiparadigmatický programovací jazyk vytvořený v
Google Inc. v roce 2007. Jeho původní autoři jsou Robert Griesemer, Rob Pike a Ken Thompson. Jedná se o staticky typovaný jazyk se syntaxí odvozenou z jazyka C. Jazyk zaručuje typovou bezpečnost, ale obsahuje určité vlastnosti typické pro dynamicky typované jazyky. Jazyk byl představen v listopadu roku 2009.

## Design jazyka
Go patří do rodiny jazyků odvozených od C, ale přináší mnoho změn za účelem konzistence, jednoduchosti a bezpečnosti.
- Vlastnosti typické spíše pro dynamicky typované jazyky:
  - Stručná deklarace a inicializace proměnných pomocí odvození typu (x := 0 místo int x = 0;).
  - Rychlá kompilace.
  - Balíčkovací manažer a online dokumentace.
- Odlišné přístupy k různým problémům:
  - Souběžnost procesů přímo na úrovni jazyka.
  - Rozhraní jsou implementována implicitně.
  - Použití tzv. embedding místo dědičnosti.
  - Produkce staticky linkovaných programů bez dalších závislostí.
- Snaha udržet specifikaci jazyka jednoduchou i za cenu vynechání vlastností běžných u jiných jazyků:[4]
  - žádná dědičnost
  - žádné přetěžování metod nebo operátorů
  - žádné kruhové závislosti mezi balíčky
  - žádná aritmetika ukazatelů
  - absence generického programování
  - bez implicitního přetypování

## Syntaxe
Syntaxe jazyka obsahuje změny oproti C pro zajištění čitelnosti kódu. Programátor nemusí specifikovat typ výrazu, což umožňuje nahradit int i = 3; respektive char* s = "řetězec"; konstrukcemi i := 3 respektive s := "řetězec". Nejsou vyžadovány středníky na konci řádků. Funkce mohou vracet libovolný počet hodnot. Návratový pár result, err je typický způsob předávání chyb volajícímu.

## Datové typy
Kvůli bezpečnosti jsou oproti C přidány následující typy:
- Slice (např. []byte) je ukazatel na pole. Uchovává ukazatel na začátek pole, velikost a kapacitu, která určuje, kdy musí být alokována nová paměť při zvětšování velikosti pole. Pro rozšiřování pole slouží zabudovaná funkce append.
- Pro zápis řetězců slouží typ string, který je reprezentován jako []byte, ale jeho obsah je neměnný.
- Existuje také vestavěná hashovací tabulka (např. map[string]int).
- Kvůli podpoře souběžnosti na úrovni jazyka existuje typ channel (např. chan int).

## Konvence a code style
Autoři i komunita kladou velký důraz na sjednocení stylu a designu Go programů:
- Odsazování, zarovnávání a jiné konvence pro styl kódu jsou automaticky standardizovány pomocí nástroje go fmt, golint slouží pro dodatečné kontroly stylu.
- Nástroje a knihovny distribuované spolu s Go pobízejí k využívání standardizovaných nástrojů pro API dokumentaci (godoc), testování (go test), kompilaci (go build), balíčkovací systém (go get), aj.
- Syntaktická pravidla vyžadují věci, které jsou v jiných jazycích volitelné (např. absence kruhových závislostí, zákaz nevyužitých proměnných nebo importovaných knihoven nebo žádné implicitní přetypování).
- Vynechání některých vlastností (zkratky známé z funkcionálního programování jako map funkce nebo výjimky (try/catch) nabádá k využití explicitního imperativního programovacího stylu.
- Hlavní autoři často píší a přednáší o stylu, správném návrhu a filozofii Go.

## Přidružené nástroje
Distribuce Go obsahuje např.:
- go build – kompilace a vytváření binárních souborů, pro kompilace stačí pouze informace ve zdrojových souborech (žádný Makefile),
- go test – unit testování a benchmark,
- go fmt – formátování kódu,
- go vet – statická analýza, hledání potenciálních chyb v kódu,
- go run – zkratka pro kompilaci a spuštění,
- godoc – dokumentace,
- go generate – generování kódu.

Mimo tyto nástroje existují ještě další, které sice nejsou součástí oficiální distribuce, ale jsou také hojně využívány:
- gorename – bezpečné přejmenování identifikátorů,
- gocode – našeptávání, které lze napojit do různých textových editorů,
- goimports – automatické přidávání/odebírání importovaných knihoven podle potřeby.

## Typový systém
Go implementuje polymorfismus pomocí rozhraní.
Proměnné typu rozhraní obsahují ukazatel na instanci na haldě
a druhý na informaci o typu instance.
Nejobecnější rozhraní interface{} neobsahuje žádné metody.
Go 2 obsahuje generické typy a metody.
Typový systém Go 2 je podobný typovému systému Rustu, zejména traitům.

## Hello World
Oficiální Hello World, který demonstruje, že jazyk používá pro práci s textovými řetězci kódování UTF-8.
```
package
 
main

import
 
"fmt"

func
 
main
()
 
{

	
fmt
.
Println
(
"Hello, 世界"
)

}

```